# ГЕС МакЛаймонт-Крік
ГЕС McLymont Creek — гідроелектростанція на південному заході Канади у провінції Британська Колумбія. Використовує ресурс із McLymont Creek, правої притоки річки Іскут, яка в свою чергу є лівою притокою Стікін (перетинає кордон з США та завершується у штаті Аляска, де її устя з’єднане з протоками Істерн-Пассаж, Самнер та Драй в Архіпелазі Олександра).
В межах проекту на McLymont Creek облаштували водозабірну споруду з резиновим регулюючим елементом висотою 3,5 метра та довжиною 24 метра, яка спрямовує ресурс до прокладеного по правобережжю дериваційного тунелю довжиною біля 3 км. Він виходить до наземного  машинного залу, розташованого вже на березі Іскут нижче від впадіння McLymont Creek. 
Основне обладнання станції становлять три турбіни типу Френсіс потужністю по 24,3 МВт (загальна номінальна потужність ГЕС рахується як 66 МВт), котрі використовують напір у 264 метри.
Видача продукції відбувається по ЛЕП, розрахованій на роботу під напругою 69 кВ, до розташованої неподалік ГЕС Форрест-Керр.
Проект, введений в експлуатацію у 2015 році, реалізувала компанія AltaGas.